# لیگ قهرمانان کونکاکاف ۲۰۲۰
لیگ قهرمانان کونکاکاف ۲۰۲۰ (که به طور رسمی با نام لیگ قهرمانان کونکاکاف اسکوشیابانک ۲۰۲۰ شناخته می‌شود) دوازدهمین دوره لیگ قهرمانان کونکاکاف با نام فعلی و به طور کلی پنجاه و پنجمین دوره از مسابقات برتر باشگاهی فوتبال بود که توسط کونکاکاف، نهاد حاکم منطقه‌ای آمریکای شمالی، آمریکای مرکزی و کارائیب برگزار شد.
از این فصل، تنها ۱۰ تیم از ۱۶ تیم مستقیماً به این مسابقات راه یافتند و شش تیم دیگر از طریق لیگ کونکاکاف به این مسابقات راه یافتند، جایی که قبلاً فقط قهرمان می‌توانست به آن راه یابد.
اونال در فینال، تیم لس‌ آنجلس را شکست داد و اولین عنوان قهرمانی باشگاهی خود در کونکاکاف را به دست آورد. آنها به عنوان قهرمان لیگ قهرمانان کونکاکاف ۲۰۲۰، به جام باشگاه‌های جهان ۲۰۲۰ در قطر راه یافتند. مونتری مدافع عنوان قهرمانی بود، اما به این مسابقات راه نیافت و نتوانست از عنوان قهرمانی خود دفاع کند.
در ۱۲ مارس ۲۰۲۰، کونکاکاف به دلیل دنیاگیری کووید-۱۹، این مسابقات را فوراً به حالت تعلیق درآورد. در ۱۳ مارس، کونکاکاف تمام مسابقات برنامه‌ریزی شده برای ۳۰ روز آینده را به حالت تعلیق درآورد.
در ۲ نوامبر ۲۰۲۰، اعلام شد که این مسابقات از ۱۵ تا ۲۲ دسامبر ۲۰۲۰ در یک مکان متمرکز در ایالات متحده از سر گرفته خواهد شد و تنها بازی باقی مانده یک‌چهارم نهایی، نیمه نهایی و فینال آن به صورت تک‌بازی انجام می‌شود. در ۱۰ نوامبر، ورزشگاه اکسپلوریا در اورلاندو، فلوریدا، ایالات متحده، به عنوان میزبان ادامه مسابقات تعیین شد.

## نحوه صلاحیت
در مجموع ۱۶ تیم در لیگ قهرمانان کونکاکاف شرکت کردند:
- ۱۰ تیم که به طور مستقیم وارد مسابقات شدند:
  - منطقه آمریکای شمالی: ۹ تیم (از سه فدراسیون)
  - منطقه کارائیب: ۱ تیم (از یک فدراسیون)
- شش تیم از طریق لیگ کونکاکاف (از بین دو تا شش فدراسیون) واجد شرایط شدند

بنابراین، تیم‌های بین ۶ تا ۱۰ تیم از ۴۱ فدراسیون عضو کونکاکاف می‌توانستند در لیگ قهرمانان کونکاکاف شرکت کنند.

### آمریکای شمالی
نه سهمیه برای اتحادیه فوتبال آمریکای شمالی (نافو) به سه انجمن عضو نافو به شرح زیر اختصاص داده شد: چهار سهمیه برای هر یک از کشورهای مکزیک و ایالات متحده، و یک سهمیه برای کانادا.
برای مکزیک، قهرمان و نایب قهرمان مسابقات پلی آف فصل‌های آغازین و پایانی لیگ مکزیک به لیگ قهرمانان کونکاکاف راه یافتند. اگر تیمی فینالیست هر دو تورنمنت بود، سهمیه خالی با استفاده از فرمولی بر اساس سوابق فصل عادی اختصاص داده می‌شد که تضمین می‌کرد دو تیم از طریق هر تورنمنت صعود کنند.
برای ایالات متحده، چهار تیم به لیگ قهرمانان کونکاکاف راه یافتند، سه تیم از طریق فصل لیگ برتر فوتبال (ام‌ال‌اس) و یک تیم از طریق رقابت‌های جام حذفی داخلی:
- قهرمان جام ام‌ال‌اس، مسابقه قهرمانی مراحل پلی آف جام ام‌ال‌اس
- قهرمان ساپورترز شیلد، که به تیمی با بهترین رکورد فصل عادی ام‌ال‌اس اعطا می‌شود
- قهرمان فصل عادی ام‌ال‌اس، چه در کنفرانس شرق و چه در کنفرانس غرب که قهرمان ساپورترز شیلد نبود
- قهرمان جام یو اس اوپن

برای کانادا، قهرمان مسابقات قهرمانی کانادا، مسابقات جام داخلی آن که جام مسافران را اهدا می‌کند، به لیگ قهرمانان کونکاکاف راه یافت. اگر برخی تیم‌های کانادایی در ام‌ال‌اس رقابت می‌کردند، نمی‌توانستند از طریق فصل عادی ام‌ال‌اس یا پلی آف به این مسابقات راه یابند.

### آمریکای مرکزی
تیم‌های اتحادیه فوتبال آمریکای مرکزی (اونکاف)، که شامل هفت انجمن عضو بود، باید از طریق لیگ کونکاکاف به لیگ قهرمانان کونکاکاف راه می‌یافتند. در مجموع ۱۸ تیم از آمریکای مرکزی از طریق لیگ‌های داخلی خود به لیگ کونکاکاف راه یافتند. از آنجایی که به جز چهار تیم، همه تیم‌های حاضر در لیگ کونکاکاف از آمریکای مرکزی بودند، بین دو تا شش تیم از آمریکای مرکزی می‌توانستند به لیگ قهرمانان کونکاکاف راه یابند.

### کارائیب
تیم‌های اتحادیه فوتبال کارائیب (سی‌اف‌یو)، که شامل ۳۱ انجمن عضو بود، یا به عنوان قهرمان جام باشگاه‌های کارائیب کونکاکاف، مسابقات باشگاه‌های شبه‌قاره کارائیب در سطح اول، یا از طریق لیگ کونکاکاف، به لیگ قهرمانان کونکاکاف راه یافتند. از سال ۲۰۱۸، جام باشگاه‌های کارائیب کونکاکاف برای تیم‌های لیگ‌های حرفه‌ای آزاد شد، جایی که آنها می‌توانستند به عنوان قهرمان یا نایب قهرمان لیگ انجمن مربوطه خود در فصل قبل، واجد شرایط شوند.
سه تیم دیگر از کارائیب به لیگ کونکاکاف راه یافتند که شامل نایب قهرمان و تیم سوم جام باشگاه‌های کارائیب کونکاکاف و برنده پلی آف بین تیم چهارم جام باشگاه‌های کارائیب کونکاکاف و قهرمان مسابقات باشگاهی کارائیب کونکاکاف بودند. این مسابقات، مسابقات باشگاهی سطح دوم شبه‌قاره کارائیب بود که برای تیم‌های لیگ‌های غیرحرفه‌ای آزاد بود و آنها می‌توانستند به عنوان قهرمان لیگ انجمن مربوطه خود در فصل قبل، به این مسابقات راه یابند. بنابراین، بین یک تا چهار تیم از کارائیب می‌توانستند به لیگ قهرمانان کونکاکاف راه یابند.

### لیگ کونکاکاف
علاوه بر ده تیم راه یافته مستقیم به لیگ قهرمانان کونکاکاف، ۲۲ تیم دیگر (۱ تیم از آمریکای شمالی، ۱۸ تیم از آمریکای مرکزی و ۳ تیم از کارائیب) به لیگ کونکاکاف راه یافتند، تورنمنتی که از ژوئیه تا نوامبر قبل از لیگ قهرمانان کونکاکاف برگزار می‌شد. شش تیم برتر لیگ کونکاکاف، یعنی قهرمان، نایب قهرمان، هر دو تیم بازنده نیمه‌نهایی و دو تیم برتر بازنده یک‌چهارم نهایی، به لیگ قهرمانان کونکاکاف راه یافتند.

## تیم‌ها
۱۶ تیم زیر (از هشت فدراسیون) به این مسابقات راه یافتند.
- منطقه آمریکای شمالی: ۹ تیم (از سه فدراسیون)
- منطقه آمریکای مرکزی: ۶ تیم (از چهار فدراسیون)، که همگی از طریق لیگ کونکاکاف ۲۰۱۹ به این مسابقات راه یافته‌اند.
- منطقه کارائیب: ۱ تیم (از یک فدراسیون)

در جدول زیر، تعداد حضورها، آخرین حضور و بهترین نتیجه قبلی، فقط آن‌هایی که در دوره لیگ قهرمانان کونکاکاف از فصل ۰۹–۲۰۰۸ شروع شده‌اند، در نظر گرفته می‌شوند (و آن‌هایی که در دوره جام قهرمانان از سال ۱۹۶۲ تا ۲۰۰۸ بوده‌اند، در نظر گرفته نمی‌شوند).
| فدراسیون                      | تیم             | نحوه راه‌یابی                             | حضور (آخرین)                    | بهترین نتیجه (آخرین)   |
| ----------------------------- | --------------- | ---------------------------------------- | ------------------------------- | ---------------------- |
| مکزیک (۴ سهمیه)               | آمریکا          | قهرمان فصل پایانی ۲۰۱۸                   | پنجمین (۲۰۱۸)                   | قهرمانی (۱۶–۲۰۱۵)      |
| مکزیک (۴ سهمیه)               | اونال           | قهرمان فصل آغازین ۲۰۱۹                   | ششمین (۲۰۱۹)                    | نایب قهرمانی (۲۰۱۹)    |
| مکزیک (۴ سهمیه)               | کروز آزول       | نایب قهرمان فصل پایانی ۲۰۱۸              | ششمین (۱۵–۲۰۱۴)                 | قهرمانی (۱۴–۲۰۱۳)      |
| مکزیک (۴ سهمیه)               | لئون            | نایب قهرمان فصل آغازین ۲۰۱۹              | دومین (۱۵–۲۰۱۴)                 | مرحله گروهی (۱۵–۲۰۱۴)  |
| ایالات متحده آمریکا (۴ سهمیه) | سیاتل ساندرز    | قهرمان جام ام‌ال‌اس ۲۰۱۹                   | ششمین (۲۰۱۸)                    | نیمه نهایی (۱۳–۲۰۱۲)   |
| ایالات متحده آمریکا (۴ سهمیه) | لس آنجلس        | قهرمان ساپورترز شیلد ۲۰۱۹                | اولین                           | اولین                  |
| ایالات متحده آمریکا (۴ سهمیه) | نیویورک سیتی    | قهرمان کنفرانس شرقی فصل عادی ام‌ال‌اس ۲۰۱۹ | اولین                           | اولین                  |
| ایالات متحده آمریکا (۴ سهمیه) | آتلانتا یونایتد | قهرمان جام یو اس اوپن ۲۰۱۹               | دومین (۲۰۱۹)                    | یک‌چهارم نهایی (۲۰۱۹)   |
| کانادا (۱ سهمیه)              | مونترال ایمپکت  | قهرمان مسابقات قهرمانی کانادا ۲۰۱۹       | چهارمین[نکته مونترال] (۱۵–۲۰۱۴) | نایب قهرمانی (۱۵–۲۰۱۴) |
| جامائیکا (سهمیه کارائیب)      | پورتمور یونایتد | قهرمان جام باشگاه‌های کارائیب ۲۰۱۹        | اولین                           | اولین                  |

| فدراسیون   | تیم          | نحوه راه‌یابی                                                             | حضور (آخرین)    | بهترین نتیجه (آخرین)    |
| ---------- | ------------ | ------------------------------------------------------------------------ | --------------- | ----------------------- |
| کاستاریکا  | ساپریسا      | قهرمان لیگ کونکاکاف ۲۰۱۹ (رتبه اول)                                      | نهمین (۲۰۱۹)    | نیمه نهایی (۱۱–۲۰۱۰)    |
| کاستاریکا  | سن کارلوس    | بهترین تیم بازنده مرحله یک‌چهارم نهایی لیگ کونکاکاف ۲۰۱۹ (رتبه پنجم)      | اولین           | اولین                   |
| السالوادور | آلیانسا      | تیم بازنده نیمه نهایی لیگ کونکاکاف ۲۰۱۹ با رکورد بدتر (رتبه چهارم)       | چهارمین (۲۰۱۹)  | یک‌هشتم نهایی (۲۰۱۹)     |
| گواتمالا   | کامیونیکیشنس | دومین بهترین تیم بازنده مرحله یک‌چهارم نهایی لیگ کونکاکاف ۲۰۱۹ (رتبه ششم) | ششمین (۱۶–۲۰۱۵) | یک‌چهارم نهایی (۱۰–۲۰۰۹) |
| هندوراس    | موتاگوا      | نایب قهرمان لیگ کونکاکاف ۲۰۱۹ (رتبه دوم)                                 | پنجمین (۲۰۱۸)   | یک‌هشتم نهایی (۲۰۱۸)     |
| هندوراس    | المپیا       | تیم بازنده نیمه نهایی لیگ کونکاکاف ۲۰۱۹ با رکورد بهتر (رتبه سوم)         | یازدهمین (۲۰۱۸) | یک‌چهارم نهایی (۱۵–۲۰۱۴) |

نکات
1. ^ مونترال ایمپکت: اولین حضور مونترال ایمپکت در فصل ۰۹–۲۰۰۸ توسط یکی از تیم‌های قبلی حق امتیاز با همین نام انجام شد که در لیگ دسته اول یواس‌ال بازی می‌کرد. باشگاه فعلی ام‌ال‌اس در سال ۲۰۱۲ بازی را آغاز کرد و از آن زمان تاکنون سه بار در این مسابقات حضور داشته است.

## قرعه کشی
قرعه کشی لیگ قهرمانان کونکاکاف ۲۰۲۰ در تاریخ ۹ دسامبر ۲۰۱۹، ساعت ۲۱:۰۰ به وقت شرق آمریکا (به وقت محلی ۲۰:۰۰ به وقت مرکزی آمریکا)، در دانشگاه صومعه سور خوانا در مکزیکوسیتی، مکزیک برگزار شد.
قرعه کشی، هر مسابقه در مرحله یک‌هشتم نهایی (شماره ۱ تا ۸) بین یک تیم از گلدان ۱ و یک تیم از گلدان ۲ را که هر کدام شامل هشت تیم بودند، تعیین می‌کرد. «گلدان‌های جایگاه نمودار» (گلدان A و گلدان B) شامل جایگاه‌های نمودار شماره ۱ تا ۸ مربوط به هر مسابقه بودند. به تیم‌های گلدان ۱، یک جایگاه نمودار از گلدان A و به تیم‌های گلدان ۲، یک جایگاه نمودار از گلدان B اختصاص داده شد. تیم‌های یک انجمن نمی‌توانستند در مرحله یک‌هشتم نهایی در مقابل یکدیگر قرار بگیرند، به جز تیم‌های «وایلدکارد» که جایگزین تیمی از انجمن دیگر می‌شدند.
سیدبندی تیم‌ها بر اساس شاخص جدید باشگاه‌های کونکاکاف انجام شد. هر تیم بر اساس معیارهای تعیین شده توسط انجمن‌های مربوطه (مثلاً قهرمان مسابقات، نایب قهرمان، قهرمان جام) به لیگ قهرمانان کونکاکاف راه یافت و در نتیجه برای هر تیم یک جایگاه (مثلاً MEX۱, MEX۲) تعیین شد. شاخص باشگاه‌های کونکاکاف، به جای رتبه‌بندی هر تیم، بر اساس عملکرد درون زمینی تیم‌هایی بود که جایگاه‌های واجد شرایط مربوطه را در پنج دوره قبلی لیگ قهرمانان کونکاکاف اشغال کرده بودند. برای تعیین کل امتیازات اعطا شده به یک جایگاه در هر دوره از لیگ قهرمانان کونکاکاف، کونکاکاف از فرمول زیر استفاده کرد:
| امتیاز برای | حضور | برد | تساوی | صعود به مرحله بعد | قهرمانی |
| ----------- | ---- | --- | ----- | ----------------- | ------- |
| امتیاز برای | ۴    | ۳   | ۱     | ۱                 | ۲       |

جایگاه‌ها طبق قوانین زیر تعیین شدند:
- برای تیم‌های آمریکای شمالی، ۹ تیم بر اساس معیارهای تعیین‌شده توسط انجمن خود (مثلاً قهرمان مسابقات، نایب قهرمان، قهرمان جام) واجد شرایط شدند و در نتیجه برای هر تیم یک جایگاه اختصاصی (مثلاً MEX۱، MEX۲) در نظر گرفته شد. اگر تیمی از کانادا از طریق لیگ کونکاکاف واجد شرایط شود، در داخل انجمن خود رتبه‌بندی می‌شود و در نتیجه یک جایگاه اختصاصی (مثلاً CAN۲) برای آنها در نظر گرفته می‌شود.
- برای تیم‌های آمریکای مرکزی، آنها از طریق لیگ کونکاکاف واجد شرایط می‌شوند و بر اساس رتبه‌بندی لیگ کونکاکاف خود در هر انجمن رتبه‌بندی می‌شوند و در نتیجه یک جایگاه اختصاصی (مثلاً CRC۱، CRC۲) برای هر تیم در نظر گرفته می‌شود.
- برای تیم‌های کارائیب، به قهرمان جام باشگاه‌های کارائیب کونکاکاف جایگاه قهرمان کارائیب (مثلاً CCC۱) اختصاص داده می‌شود. اگر تیم‌های کارائیب از طریق لیگ کونکاکاف واجد شرایط شوند، بر اساس رتبه‌بندی لیگ کونکاکاف خود در هر انجمن رتبه‌بندی می‌شوند و در نتیجه یک جایگاه اختصاصی (مثلاً JAM۱، SUR۱) برای هر تیم در نظر گرفته می‌شود.

۱۶ تیم به شرح زیر در گلدان‌ها توزیع شدند:
| گلدان   | رتبه | سهمیه | ۱۵–۲۰۱۴ | ۱۶–۲۰۱۵ | ۱۷–۲۰۱۶ | ۲۰۱۸ | ۲۰۱۹ | مجموع | تیم             |
| ------- | ---- | ----- | ------- | ------- | ------- | ---- | ---- | ----- | --------------- |
| گلدان ۱ | ۱    | MEX3  | ۳۲      | ۲۳      | ۱۵      | ۱۷   | ۲۶   | ۱۱۳   | کروز آزول       |
| گلدان ۱ | ۲    | MEX2  | ۱۶      | ۲۰      | ۳۰      | ۲۵   | ۲۱   | ۱۱۲   | اونال           |
| گلدان ۱ | ۳    | MEX1  | ۱۱      | ۳۳      | ۲۷      | ۱۲   | ۲۰   | ۱۰۳   | آمریکا          |
| گلدان ۱ | ۴    | CAN1  | ۲۳      | ۸       | ۲۲      | ۲۱   | ۵    | ۷۹    | مونترال ایمپکت  |
| گلدان ۱ | ۵    | USA3  | ۱۳      | ۱۶      | ۲۰      | ۱۷   | ۱۱   | ۷۷    | نیویورک سیتی    |
| گلدان ۱ | ۶    | USA4  | ۲۰      | ۱۶      | ۸       | ۵    | ۱۱   | ۶۰    | آتلانتا یونایتد |
| گلدان ۱ | ۷    | USA2  | ۹       | ۱۳      | ۱۴      | ۷    | ۱۵   | ۵۸    | لس آنجلس        |
| گلدان ۱ | ۸    | USA1  | ۱۱      | ۱۴      | ۱۱      | ۱۱   | ۱۱   | ۵۸    | سیاتل ساندرز    |
| گلدان ۲ | ۹    | CRC2  | ۱۸      | ۹       | ۱۴      | ۵    | ۷    | ۵۳    | سن کارلوس       |
| گلدان ۲ | ۱۰   | MEX4  | ۹       | ۱۸      | ۱۰      | ۹    | ۴    | ۵۰    | لئون            |
| گلدان ۲ | ۱۱   | HON1  | ۱۵      | ۱۰      | ۱۱      | ۵    | ۴    | ۴۵    | موتاگوا         |
| گلدان ۲ | ۱۲   | CRC1  | ۱۲      | ۱۰      | ۸       | ۵    | ۷    | ۴۲    | ساپریسا         |
| گلدان ۲ | ۱۳   | HON2  | ۸       | ۱۱      | ۱۱      | ۵    | ۰    | ۳۵    | المپیا          |
| گلدان ۲ | ۱۴   | SLV1  | ۴       | ۷       | ۹       | ۷    | ۵    | ۳۲    | آلیانسا         |
| گلدان ۲ | ۱۵   | GUA1  | ۱۱      | ۸       | ۹       | ۰    | ۴    | ۳۲    | کامیونیکیشنس    |
| گلدان ۲ | ۱۶   | CCC1  | ۴       | ۸       | ۵       | ۴    | ۴    | ۲۵    | پورتمور یونایتد |

## فرمت
در لیگ قهرمانان کونکاکاف، ۱۶ تیم در یک تورنمنت تک‌حذفی بازی کردند. هر بازی به صورت رفت و برگشت برگزار می‌شد.
- در مرحله یک‌هشتم نهایی، اگر نتیجه بازی رفت و برگشت مساوی می‌شد، قانون گل زده در خانه حریف اعمال می‌شد. اگر نتیجه همچنان مساوی بود، برای تعیین برنده از ضربات پنالتی استفاده می‌شد.[۱]
- در سه سری از مسابقات یک‌چهارم نهایی که به صورت رفت و برگشت برگزار شد، در صورت مساوی بودن نتیجه پس از بازی برگشت، قانون گل زده در خانه حریف اعمال می‌شد، زیرا بازی‌های برگشت به عنوان بازی‌های "خانگی" تیم‌های میزبان اصلی در نظر گرفته می‌شدند. در صورت تساوی، از ضربات پنالتی برای تعیین برنده استفاده می‌شد.[۱۶]
- در یک سری مسابقات یک‌چهارم نهایی که به صورت تک‌بازی برگزار می‌شد و دو نیمه نهایی که به صورت تک‌بازی برگزار می‌شدند، اگر نتیجه پس از پایان مسابقه مساوی می‌شد، از ضربات پنالتی برای تعیین برنده استفاده می‌شد.[۱۶]
- در فینال تک‌بازی، اگر نتیجه پس از پایان مسابقه مساوی می‌شد، بازی به وقت اضافه کشیده می‌شد. اگر پس از وقت اضافه نیز نتیجه مساوی بود، از ضربات پنالتی برای تعیین برنده استفاده می‌شد.[۱۶]

## برنامه مسابقات
برنامه مسابقات به شرح زیر بود.
| مرحله         | بازی رفت                                                                   | بازی برگشت                                                               |
| ------------- | -------------------------------------------------------------------------- | ------------------------------------------------------------------------ |
| یک‌هشتم نهایی  | ۱۸–۲۰ فوریه                                                                | ۲۵–۲۷ فوریه                                                              |
| یک‌چهارم نهایی | ۱۰–۱۱ مارس                                                                 | ۱۵–۱۶ دسامبر (در ابتدا ۱۷–۱۸ مارس)                                       |
| یک‌چهارم نهایی | ۱۶ دسامبر (تک‌بازی، بازی رفت در ابتدا ۱۲ مارس، بازی برگشت در ابتدا ۱۸ مارس) |                                                                          |
| نیمه نهایی    | ۱۹ دسامبر (بازی رفت در ابتدا ۷–۹ آوریل، بازی برگشت در ابتدا ۱۴–۱۶ آوریل)   | ۱۹ دسامبر (بازی رفت در ابتدا ۷–۹ آوریل، بازی برگشت در ابتدا ۱۴–۱۶ آوریل) |
| فینال         | ۲۲ دسامبر (بازی رفت در ابتدا ۲۸–۳۰ آوریل، بازی برگشت در ابتدا ۵–۷ مه)      | ۲۲ دسامبر (بازی رفت در ابتدا ۲۸–۳۰ آوریل، بازی برگشت در ابتدا ۵–۷ مه)    |

زمان‌ها به وقت شرقی و طبق فهرست کونکاکاف هستند (زمان‌های محلی داخل پرانتز هستند).

## نمودار
|  | یک‌هشتم نهایی          | یک‌هشتم نهایی         | یک‌هشتم نهایی | یک‌هشتم نهایی |                      |          | یک‌چهارم نهایی | یک‌چهارم نهایی | یک‌چهارم نهایی | یک‌چهارم نهایی |  |  | نیمه نهایی | نیمه نهایی | نیمه نهایی | نیمه نهایی |  |  | فینال | فینال | فینال | فینال |
|  |                       |                      |              |              |                      |          |               |               |               |               |  |  |            |            |            |            |  |  |       |       |       |       |
|  |                       |                      |              |              |                      |          |               |               |               |               |  |  |            |            |            |            |  |  |       |       |       |       |
|  |                       |                      |              |              |                      |          |               |               |               |               |  |  |            |            |            |            |  |  |       |       |       |       |
|  | سن کارلوس             | ۳                    | ۰            | ۳            |                      |          |               |               |               |               |  |  |            |            |            |            |  |  |       |       |       |       |
|  | سن کارلوس             | ۳                    | ۰            | ۳            |                      |          |               |               |               |               |  |  |            |            |            |            |  |  |       |       |       |       |
|  | نیویورک سیتی          | ۵                    | ۱            | ۶            |                      |          |               |               |               |               |  |  |            |            |            |            |  |  |       |       |       |       |
|  | نیویورک سیتی          | ۵                    | ۱            | ۶            | نیویورک سیتی         | ۰        | ۰             | ۰             |               |               |  |  |            |            |            |            |  |  |       |       |       |       |
|  |                       |                      |              |              | نیویورک سیتی         | ۰        | ۰             | ۰             |               |               |  |  |            |            |            |            |  |  |       |       |       |       |
|  |                       | اونال                | ۱            | ۴            | ۵                    |          |               |               |               |               |  |  |            |            |            |            |  |  |       |       |       |       |
|  | آلیانسا               | اونال                | ۱            | ۴            | ۵                    | ۲        | ۲             | ۴             |               |               |  |  |            |            |            |            |  |  |       |       |       |       |
|  | آلیانسا               |                      |              |              | ۱۹ دسامبر – اورلاندو | ۲        | ۲             | ۴             |               |               |  |  |            |            |            |            |  |  |       |       |       |       |
|  | اونال                 | ۱                    | ۴            | ۵            |                      |          |               |               |               |               |  |  |            |            |            |            |  |  |       |       |       |       |
|  | اونال                 | ۱                    | ۴            | ۵            | اونال                | اونال    | اونال         | ۳             |               |               |  |  |            |            |            |            |  |  |       |       |       |       |
|  |                       |                      |              |              | اونال                | اونال    | اونال         | ۳             |               |               |  |  |            |            |            |            |  |  |       |       |       |       |
|  |                       | المپیا               | المپیا       | المپیا       | ۰                    |          |               |               |               |               |  |  |            |            |            |            |  |  |       |       |       |       |
|  | ساپریسا               | المپیا               | المپیا       | المپیا       | ۰                    | ۲        | ۰             | ۲             |               |               |  |  |            |            |            |            |  |  |       |       |       |       |
|  | ساپریسا               |                      |              |              |                      | ۲        | ۰             | ۲             |               |               |  |  |            |            |            |            |  |  |       |       |       |       |
|  | مونترال ایمپکت (گ.ز.) | ۲                    | ۰            | ۲            |                      |          |               |               |               |               |  |  |            |            |            |            |  |  |       |       |       |       |
|  | مونترال ایمپکت (گ.ز.) | ۲                    | ۰            | ۲            | مونترال ایمپکت       | ۱        | ۱             | ۲             |               |               |  |  |            |            |            |            |  |  |       |       |       |       |
|  |                       |                      |              |              | مونترال ایمپکت       | ۱        | ۱             | ۲             |               |               |  |  |            |            |            |            |  |  |       |       |       |       |
|  |                       | المپیا (گ.ز.)        | ۲            | ۰            | ۲                    |          |               |               |               |               |  |  |            |            |            |            |  |  |       |       |       |       |
|  | المپیا (پ)            | المپیا (گ.ز.)        | ۲            | ۰            | ۲                    | ۲        | ۲             | ۴ (۴)         |               |               |  |  |            |            |            |            |  |  |       |       |       |       |
|  | المپیا (پ)            |                      |              |              | ۲۲ دسامبر – اورلاندو | ۲        | ۲             | ۴ (۴)         |               |               |  |  |            |            |            |            |  |  |       |       |       |       |
|  | سیاتل ساندرز          | ۲                    | ۲            | ۴ (۲)        |                      |          |               |               |               |               |  |  |            |            |            |            |  |  |       |       |       |       |
|  | سیاتل ساندرز          | ۲                    | ۲            | ۴ (۲)        | اونال                | اونال    | اونال         | ۲             |               |               |  |  |            |            |            |            |  |  |       |       |       |       |
|  |                       |                      |              |              | اونال                | اونال    | اونال         | ۲             |               |               |  |  |            |            |            |            |  |  |       |       |       |       |
|  |                       | لس آنجلس             | لس آنجلس     | لس آنجلس     | ۱                    |          |               |               |               |               |  |  |            |            |            |            |  |  |       |       |       |       |
|  | لئون                  | لس آنجلس             | لس آنجلس     | لس آنجلس     | ۱                    | ۲        | ۰             | ۲             |               |               |  |  |            |            |            |            |  |  |       |       |       |       |
|  | لئون                  | ۱۶ دسامبر – اورلاندو |              |              |                      | ۲        | ۰             | ۲             |               |               |  |  |            |            |            |            |  |  |       |       |       |       |
|  | لس آنجلس              | ۰                    | ۳            | ۳            |                      |          |               |               |               |               |  |  |            |            |            |            |  |  |       |       |       |       |
|  | لس آنجلس              | ۰                    | ۳            | ۳            | لس آنجلس             | لس آنجلس | لس آنجلس      | ۲             |               |               |  |  |            |            |            |            |  |  |       |       |       |       |
|  |                       |                      |              |              | لس آنجلس             | لس آنجلس | لس آنجلس      | ۲             |               |               |  |  |            |            |            |            |  |  |       |       |       |       |
|  |                       | کروز آزول            | کروز آزول    | کروز آزول    | ۱                    |          |               |               |               |               |  |  |            |            |            |            |  |  |       |       |       |       |
|  | پورتمور یونایتد       | کروز آزول            | کروز آزول    | کروز آزول    | ۱                    | ۱        | ۰             | ۱             |               |               |  |  |            |            |            |            |  |  |       |       |       |       |
|  | پورتمور یونایتد       |                      |              |              | ۱۹ دسامبر – اورلاندو | ۱        | ۰             | ۱             |               |               |  |  |            |            |            |            |  |  |       |       |       |       |
|  | کروز آزول             | ۲                    | ۴            | ۶            |                      |          |               |               |               |               |  |  |            |            |            |            |  |  |       |       |       |       |
|  | کروز آزول             | ۲                    | ۴            | ۶            | لس آنجلس             | لس آنجلس | لس آنجلس      | ۳             |               |               |  |  |            |            |            |            |  |  |       |       |       |       |
|  |                       |                      |              |              | لس آنجلس             | لس آنجلس | لس آنجلس      | ۳             |               |               |  |  |            |            |            |            |  |  |       |       |       |       |
|  |                       | آمریکا               | آمریکا       | آمریکا       | ۱                    |          |               |               |               |               |  |  |            |            |            |            |  |  |       |       |       |       |
|  | کامیونیکیشنس          | آمریکا               | آمریکا       | آمریکا       | ۱                    | ۱        | ۱             | ۲ (۳)         |               |               |  |  |            |            |            |            |  |  |       |       |       |       |
|  | کامیونیکیشنس          |                      |              |              |                      | ۱        | ۱             | ۲ (۳)         |               |               |  |  |            |            |            |            |  |  |       |       |       |       |
|  | آمریکا (پ)            | ۱                    | ۱            | ۲ (۵)        |                      |          |               |               |               |               |  |  |            |            |            |            |  |  |       |       |       |       |
|  | آمریکا (پ)            | ۱                    | ۱            | ۲ (۵)        | آمریکا               | ۳        | ۰             | ۳             |               |               |  |  |            |            |            |            |  |  |       |       |       |       |
|  |                       |                      |              |              | آمریکا               | ۳        | ۰             | ۳             |               |               |  |  |            |            |            |            |  |  |       |       |       |       |
|  |                       | آتلانتا یونایتد      | ۰            | ۱            | ۱                    |          |               |               |               |               |  |  |            |            |            |            |  |  |       |       |       |       |
|  | موتاگوا               | آتلانتا یونایتد      | ۰            | ۱            | ۱                    | ۱        | ۰             | ۱             |               |               |  |  |            |            |            |            |  |  |       |       |       |       |
|  | موتاگوا               |                      |              |              |                      | ۱        | ۰             | ۱             |               |               |  |  |            |            |            |            |  |  |       |       |       |       |
|  | آتلانتا یونایتد       | ۱                    | ۳            | ۴            |                      |          |               |               |               |               |  |  |            |            |            |            |  |  |       |       |       |       |
|  | آتلانتا یونایتد       | ۱                    | ۳            | ۴            |                      |          |               |               |               |               |  |  |            |            |            |            |  |  |       |       |       |       |

## یک‌هشتم نهایی

### خلاصه
بازی‌های رفت از ۱۸ تا ۲۰ فوریه و بازی‌های برگشت از ۲۵ تا ۲۷ فوریه ۲۰۲۰ برگزار شدند.
| تیم ۱           | نتیجه نهایی | تیم ۲           | بازی رفت | بازی برگشت |
| --------------- | ----------- | --------------- | -------- | ---------- |
| موتاگوا         | ۱–۴         | آتلانتا یونایتد | ۱–۱      | ۰–۳        |
| کامیونیکیشنس    | ۲–۲ (۳–۵ پ) | آمریکا          | ۱–۱      | ۱–۱        |
| پورتمور یونایتد | ۱–۶         | کروز آزول       | ۱–۲      | ۰–۴        |
| لئون            | ۲–۳         | لس آنجلس        | ۲–۰      | ۰–۳        |
| آلیانسا         | ۴–۵         | اونال           | ۲–۱      | ۲–۴        |
| سن کارلوس       | ۳–۶         | نیویورک سیتی    | ۳–۵      | ۰–۱        |
| المپیا          | ۴–۴ (۴–۲ پ) | سیاتل ساندرز    | ۲–۲      | ۲–۲        |
| ساپریسا         | ۲–۲ (گ.ز.)  | مونترال ایمپکت  | ۲–۲      | ۰–۰        |

### مسابقات
| موتاگوا    | ۱–۱   | آتلانتا یونایتد  |
| ---------- | ----- | ---------------- |
| موریرا ۳۳' | گزارش | - ج. مارتینز ۳۵' |

| آتلانتا یونایتد                        | ۳–۰   | موتاگوا |
| -------------------------------------- | ----- | ------- |
| - گ. مارتینس ۴۰'، ۸۳' - ج. مارتینز ۶۱' | گزارش |         |

| کامیونیکیشنس | ۱–۱   | آمریکا        |
| ------------ | ----- | ------------- |
| گوردیلو ۸۱'  | گزارش | - کوردووا ۹۰' |

| آمریکا                                             | ۱–۱   | کامیونیکیشنس                        |
| -------------------------------------------------- | ----- | ----------------------------------- |
| آگویلرا ۸۰' (پنالتی)                               | گزارش | هررا ۶۲' (پنالتی)                   |
| ضربات پنالتی                                       |       |                                     |
| - آگویلرا - اسکوبوزا - والدز - ایبارگوئن - کوردووا | ۵–۳   | - تامپسون - لمباردی - لزکانو - هررا |

| پورتمور یونایتد | ۱–۲   | کروز آزول                       |
| --------------- | ----- | ------------------------------- |
| - ر. اسمیت ۷۴'  | گزارش | - پاسرینی ۹۰+۵' - رودریگز ۹۰+۹' |

| کروز آزول                                                   | ۴–۰   | پورتمور یونایتد |
| ----------------------------------------------------------- | ----- | --------------- |
| - پیندا ۲۲' - پاسرینی ۵۹' - سپلینی ۷۶' (پنالتی) - بورخا ۹۰' | گزارش |                 |

| لئون                 | ۲–۰   | لس آنجلس |
| -------------------- | ----- | -------- |
| - منسس ۲۱' - منا ۸۹' | گزارش |          |

| لس آنجلس                  | ۳–۰   | لئون |
| ------------------------- | ----- | ---- |
| - ولا ۲۷'، ۷۷' - روسی ۷۹' | گزارش |      |

| آلیانسا                           | ۲–۱   | اونال       |
| --------------------------------- | ----- | ----------- |
| - پونسه ۴۷' (پنالتی) - بلانکو ۵۵' | گزارش | - سانچز ۳۴' |

| اونال                                                  | ۴–۲   | آلیانسا            |
| ------------------------------------------------------ | ----- | ------------------ |
| - والنسیا ۱۰' - ژینیاک ۱۸'، ۲۳' (پنالتی) - گوزمن ۹۰+۴' | گزارش | - پورتیلو ۳۴'، ۴۲' |

| سن کارلوس                           | ۳–۵   | نیویورک سیتی                                               |
| ----------------------------------- | ----- | ---------------------------------------------------------- |
| - آگویلار ۴۵' - منا ۶۳' - براون ۷۹' | گزارش | - هیبر ۱۳'، ۳۵'، ۵۲' (پنالتی) - کاینز ۶۱' - میتریتسا ۹۰+۳' |

| نیویورک سیتی | ۱–۰   | سن کارلوس |
| ------------ | ----- | --------- |
| - کاینز ۴۱'  | گزارش |           |

| المپیا            | ۲–۲   | سیاتل ساندرز                 |
| ----------------- | ----- | ---------------------------- |
| آربولیدا ۶۳'، ۸۱' | گزارش | - ژوآو پائولو ۶' - موریس ۵۴' |

| سیاتل ساندرز                                 | ۲–۲   | المپیا                                |
| -------------------------------------------- | ----- | ------------------------------------- |
| - ک. رولدان ۲۱' - ژوآو پائولو ۶۴'            | گزارش | - اولیوا ۴' - پیندا ۸۶'               |
| ضربات پنالتی                                 |       |                                       |
| - رویدیاز - ژوآو پائولو - ک. رولدان - لیردام | ۲–۴   | - آربولیدا - بنگوچه - رودریگز - لورون |

| ساپریسا                      | ۲–۲   | مونترال ایمپکت              |
| ---------------------------- | ----- | --------------------------- |
| - ونگاس ۸۰' - آ. رودریگز ۹۰' | گزارش | - اوکوونکوو ۱۲' - کیوتو ۲۲' |

| مونترال ایمپکت | ۰–۰   | ساپریسا |
| -------------- | ----- | ------- |
|                | گزارش |         |

## یک‌چهارم نهایی
در مرحله یک‌چهارم نهایی، مسابقات به شرح زیر مشخص شدند:
- چ‌ن۱: برنده ه‌ن۱ در مقابل برنده ه‌ن۲
- چ‌ن۲: برنده ه‌ن۳ در مقابل برنده ه‌ن۴
- چ‌ن۳: برنده ه‌ن۵ در مقابل برنده ه‌ن۶
- چ‌ن۴: برنده ه‌ن۷ در مقابل برنده ه‌ن۸

### خلاصه
بازی‌های رفت از ۱۰ تا ۱۱ مارس برگزار شد، و بازی‌های برگشت در ابتدا قرار بود در ۱۲ مارس برگزار شود، و بازی‌های برگشت در ابتدا قرار بود از ۱۷ تا ۱۸ مارس ۲۰۲۰ برگزار شوند. پس از از سرگیری مسابقات، بازی‌های برگشت از ۱۵ تا ۱۶ دسامبر ۲۰۲۰ در ورزشگاه اکسپلوریا در اورلاندو برگزار شد. در نتیجه، مسابقه رفت و برگشت بین لس آنجلس و کروز آزول به یک مسابقه تک‌بازی تغییر یافت.
| تیم ۱          | نتیجه نهایی | تیم ۲ | بازی رفت | بازی برگشت |
| -------------- | ----------- | --- | -------- | ---------- |
| آمریکا         | ۳–۱         | آتلانتا یونایتد | ۳–۰      | ۰–۱        |
| لس آنجلس       | ۲–۱         | کروز آزول\|\|colspan="2" data-sort-value="" style="background: var(--background-color-interactive, #ececec); color: var(--color-base, #2C2C2C); vertical-align: middle; text-align: center; " class="table-na" \| |          |            |
| نیویورک سیتی   | ۰–۵         | اونال | ۰–۱      | ۰–۴        |
| مونترال ایمپکت | ۲–۲ (گ.ز.)  | المپیا | ۱–۲      | ۱–۰        |

### مسابقات
| آمریکا                               | ۳–۰   | آتلانتا یونایتد |
| ------------------------------------ | ----- | --------------- |
| - سوارز ۱۱' - مارتین ۱۳' - والدز ۳۶' | گزارش |                 |

| آتلانتا یونایتد | ۱–۰   | آمریکا |
| --------------- | ----- | ------ |
| کانوی ۸۲'       | گزارش |        |

| لس آنجلس                        | ۲–۱   | کروز آزول            |
| ------------------------------- | ----- | -------------------- |
| - ولا ۳۸' (پنالتی) - اوپوکو ۷۱' | گزارش | - یوتون ۱۵' (پنالتی) |

| نیویورک سیتی | ۰–۱   | اونال          |
| ------------ | ----- | -------------- |
|              | گزارش | - وارگاس ۹۰+۳' |

| اونال                                                | ۴–۰   | نیویورک سیتی |
| ---------------------------------------------------- | ----- | ------------ |
| - ژینیاک ۳۰' - فرناندز ۴۹' - کاریوکا ۶۴' - آکینو ۸۵' | گزارش |              |

| مونترال ایمپکت | ۱–۲   | المپیا                     |
| -------------- | ----- | -------------------------- |
| - تایدر ۴۷'    | گزارش | - بنگتسون ۱۵' - بنگوچه ۴۱' |

| المپیا | ۰–۱   | مونترال ایمپکت |
| ------ | ----- | -------------- |
|        | گزارش | - سیدیچ ۵۷'    |

## نیمه نهایی
در مرحله نیمه نهایی، مسابقات به شرح زیر مشخص شدند:
- ن‌ن۱: برنده چ‌ن۱ در مقابل برنده چ‌ن۲
- ن‌ن۲: برنده چ‌ن۳ در مقابل برنده چ‌ن۴تیم‌های راه‌یافته به نیمه نهایی که در مراحل قبلی عملکرد بهتری داشتند، میزبان بازی برگشت بودند.

### خلاصه
در ابتدا قرار بود بازی‌های رفت از ۷ تا ۹ آوریل و بازی‌های برگشت از ۱۴ تا ۱۶ آوریل ۲۰۲۰ برگزار شوند. پس از از سرگیری مسابقات، بازی‌های نیمه نهایی در ۱۹ دسامبر ۲۰۲۰ در ورزشگاه اکسپلوریا در اورلاندو به صورت تک‌بازی برگزار شد.
| تیم ۱    | نتیجه | تیم ۲  |
| -------- | ----- | ------ |
| اونال    | ۳–۰   | المپیا |
| لس آنجلس | ۳–۱   | آمریکا |

### مسابقات
| اونال                                                         | ۳–۰   | المپیا |
| ------------------------------------------------------------- | ----- | ------ |
| - ژینیاک ۴۵+۴' (پنالتی)، ۵۷' (پنالتی) - اولیوا ۷۸' (گل‌به‌خودی) | گزارش |        |

| لس آنجلس                      | ۳–۱   | آمریکا        |
| ----------------------------- | ----- | ------------- |
| - ولا ۴۶'، ۴۷' - بلسینگ ۹۰+۵' | گزارش | - کاسیریس ۱۲' |

## فینال
قرار بود بازی رفت بین ۲۸ تا ۳۰ آوریل و بازی برگشت بین ۵ تا ۷ مه ۲۰۲۰ برگزار شود. پس از از سرگیری مسابقات، فینال در ۲۲ دسامبر ۲۰۲۰ در ورزشگاه اکسپلوریا در اورلاندو به صورت تک بازی برگزار شد.
| اونال                    | ۲–۱   | لس آنجلس   |
| ------------------------ | ----- | ---------- |
| - آیالا ۷۲' - ژینیاک ۸۴' | گزارش | - روسی ۶۱' |

## گلزنان برتر
| رتبه | بازیکن              | باشگاه          | مرحله | مرحله | مرحله | مرحله | مرحله | مرحله | مجموع گل‌ها |
| رتبه | بازیکن              | باشگاه          | ه‌ن۱   | ه‌ن۲   | چ‌ن۱   | چ‌ن۲   | ن‌ن    | ف     | مجموع گل‌ها |
| ---- | ------------------- | --------------- | ----- | ----- | ----- | ----- | ----- | ----- | ---------- |
| ۱    | آندره-پیر ژینیاک    | اونال           |       | ۲     |       | ۱     | ۲     | ۱     | ۶          |
| ۲    | کارلوس ولا          | لس آنجلس        |       | ۲     |       | ۱     | ۲     |       | ۵          |
| ۳    | هیبر                | نیویورک سیتی    | ۳     |       |       |       |       |       | ۳          |
| ۴    | جاستین آربولیدا     | المپیا          | ۲     |       |       |       |       |       | ۲          |
| ۴    | الکساندر کاینز      | نیویورک سیتی    | ۱     | ۱     |       |       |       |       | ۲          |
| ۴    | گونزالو مارتینس     | آتلانتا یونایتد |       | ۲     |       |       |       |       | ۲          |
| ۴    | جوزف مارتینز        | آتلانتا یونایتد | ۱     | ۱     |       |       |       |       | ۲          |
| ۴    | لوکاس پاسرینی       | کروز آزول       | ۱     | ۱     |       |       |       |       | ۲          |
| ۴    | ژوآو پائولو         | سیاتل ساندرز    | ۱     | ۱     |       |       |       |       | ۲          |
| ۴    | خوان کارلوس پورتیلو | آلیانسا         |       | ۲     |       |       |       |       | ۲          |
| ۴    | دیه‌گو روسی          | لس آنجلس        |       | ۱     |       |       |       | ۱     | ۲          |

منبع: کونکاکاف

## جوایز
| جایزه                 | بازیکن           | باشگاه   |
| --------------------- | ---------------- | -------- |
| توپ طلایی             | آندره-پیر ژینیاک | اونال    |
| کفش طلایی             | آندره-پیر ژینیاک | اونال    |
| دستکش طلایی           | ناول گوزمن       | اونال    |
| بهترین بازیکن جوان    | دیگو پالاسیوس    | لس آنجلس |
| جایزه بازی جوانمردانه | —                | اونال    |

| موقعیت | بازیکن           | تیم      |
| ------ | ---------------- | -------- |
| GK     | ناول گوزمن       | اونال    |
| DF     | دیگو پالاسیوس    | لس آنجلس |
| DF     | خسوس موریلو      | لس آنجلس |
| DF     | هوگو آیالا       | اونال    |
| DF     | لوئیس رودریگز    | اونال    |
| MF     | ادوین رودریگز    | المپیا   |
| MF     | گیدو پیزارو      | اونال    |
| MF     | لوئیس کینیونز    | اونال    |
| FW     | دیه‌گو روسی       | لس آنجلس |
| FW     | آندره-پیر ژینیاک | اونال    |
| FW     | کارلوس ولا       | لس آنجلس |